# Guzerate
Guzerate (ગુજરાત Gudj(a)ratⓘ - por vezes chamado Guzarate, Gujaráti ou Gujarate) é um dos 29 estados da Índia. Depois de Maarastra, é o segundo estado mais industrializado daquele país.
Está localizado no oeste da Índia, fazendo fronteira com o Paquistão a norte, além dos Estados do Rajastão a nordeste, Madia Pradexe a leste e Maarastra a sudeste, tendo o mar Arábico a sudoeste. Por fim, há os limites com Territórios da União: Damão e Diu e Dadrá e Nagar Aveli.
A capital do Guzarate é Gandinagar e a maior cidade é Amedabade; as línguas oficiais são o guzerate e o hindi. O gentílico de Guzerate é guzerate ou guzarate.

## Toponimia
Entre os dicionaristas brasileiros e portugueses contemporâneos, há consenso quanto à preferência pela forma "guzerate": o Dicionário Aurélio registra como forma preferencial guzerate, dando como formas alternativas guzarate, guzeráti, gujaráti e gujarate. O Dicionário Houaiss registra igualmente guzerate como forma preferencial, registrando como variante secundária guzarate. O Dicionário Michaelis registra apenas guzerate, forma preferida igualmente por Aurélio e Houaiss.
Na mesma linha, os dicionários da Porto Editora e o Dicionário Priberam da Língua Portuguesa grafam guzerate como forma preferencial, e guzarate como variante secundária.
Em Portugal, o Dicionário Onomástico Etimológico da Língua Portuguesa traz tanto a grafia Guzarate quanto Guzerate.

## História
A história do Guzerate remonta à civilização do Vale do Indo, pelas ruínas de Lotal, que era então um porto. Do século X ao século XIII, a região foi governada pelos chaluquias, posteriormente conquistados pelos muçulmanos em 1298. A principal cidade do Guzerate, Amedabade, foi fundada no início do século XV pelo Rei Ahmed II e guarda daquela época diversos monumentos, inclusive a grande mesquita. No século XVI, Portugal tomou as feitorias e fortalezas de Damão, Diu, Dadrá e Nagar Aveli. O Guzerate passou às mãos britânicas em 1760 e foi separado do estado indiano de Bombaim em 1956. As fronteiras do Guzerate foram estabelecidas em 1 de maio de 1960, segundo critérios linguísticos. O Guzerate deu à Índia dois de seus mais importantes chefes políticos do movimento de independência, Mahatma Gandhi e Sardar Vallabhbhai Patel.

## Geografia

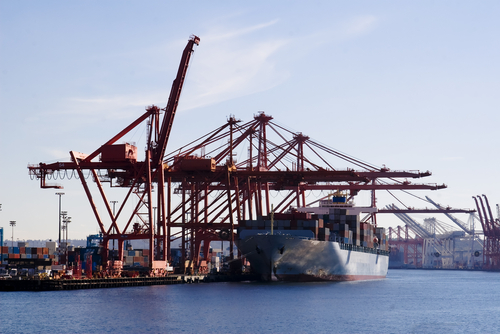
Porto Adani Mundra

O Guzerate é o estado mais ocidental da Índia. Limita com o mar Arábico a oeste e sudoeste, e com o Paquistão ao norte. O estado indiano do Rajastão encontra-se a nordeste, Madia Pradexe a leste, e Maarastra e o território federal de Dadrá e Nagar Aveli ao sul e sudeste. Inclui a totalidade da grande península de Kathiawar.
O relevo é baixo na maior parte do estado, que apresenta condições climáticas diversas. Os invernos são moderados, agradáveis e secos, com temperaturas diurnas médias de cerca de 29 °C e noturnas da ordem de 12 °C, e com 100% de dias ensolarados e noites de céu limpo. Os verões são extremamente quentes e secos, com temperaturas diurnas de cerca de 41 °C e noturnas de no mínimo 29 °C. A estação das monções começa em meados de junho, quando o clima passa a ficar úmido. A maior parte da precipitação anual ocorre neste período, quando podem verificar-se enchentes graves. O noroeste é desértico e os distritos meridionais são úmidos, devido às fortes monções.

## Demografia

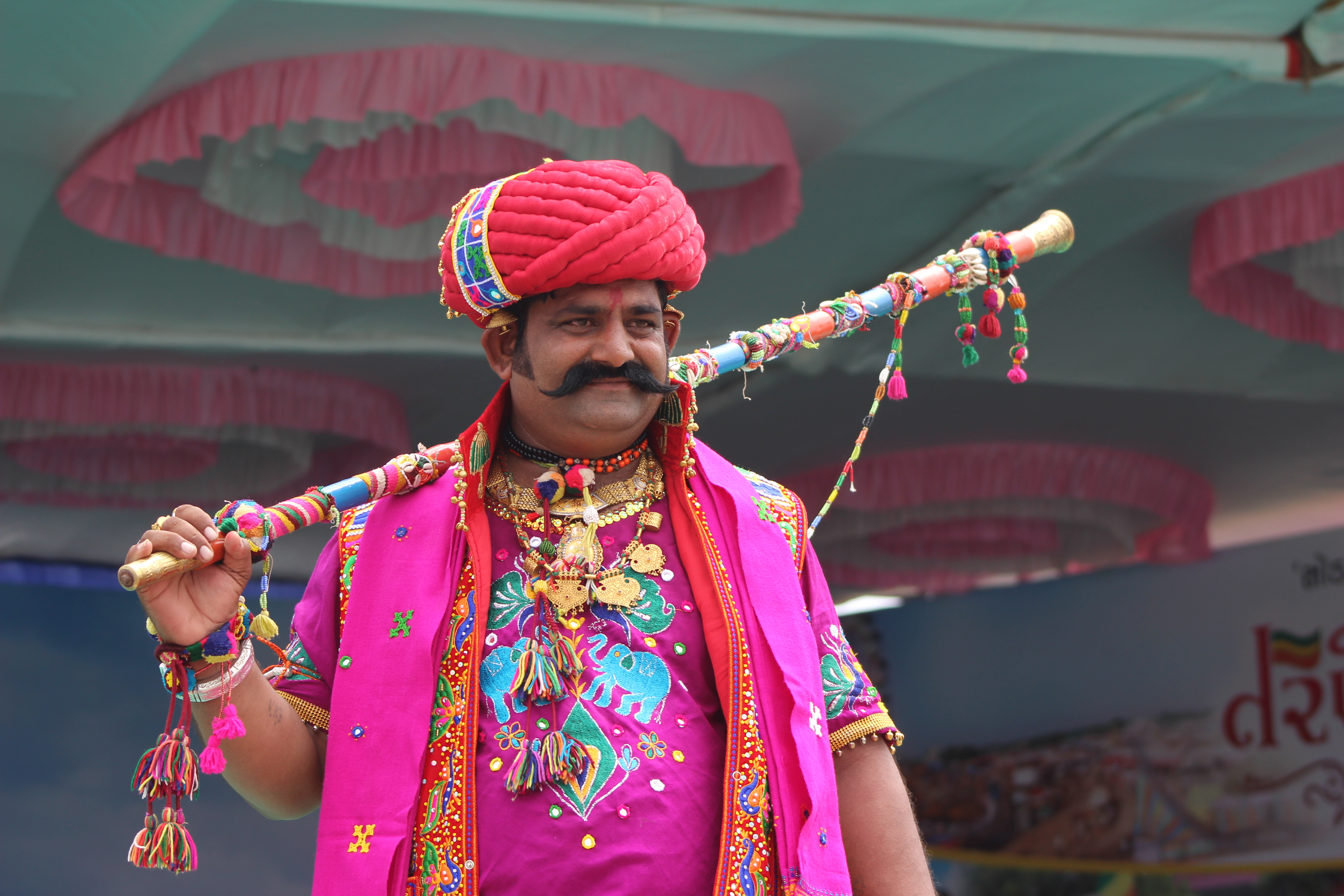
Um homem em trajes tradicionais durante a feira de Tarnetar.

A população do Guzerate era de 50 671 017 habitantes segundo o censo de 2001. A densidade populacional é de 258 habitantes por km².
A língua oficial e mais falada no estado é o guzerate. Cerca de 89,1% da população é hindu, ademais de 9,1% de muçulmanos, 1% de jainistas e 0,1% de siques. 91% dos hindus falam guzerate, enquanto os demais falam híndi, marata e outras línguas. Quase 88% dos muçulmanos falam guzerate, enquanto os demais falam urdu. Quase todos os jainistas falam guzerate. Os zoroastristas parses falam o guzerate como língua materna.

## Maiores cidades
| Cidade | População  |           |
| ------ | ---------- | --------- |
| 1      | Amedabade  | 4 525 013 |
| 2      | Surrate    | 3 657 784 |
| 3      | Vadodara   | 1 641 566 |
| 4      | Rajkot     | 1 335 397 |
| 5      | Gandinagar | 1 324 731 |
| 6      | Bhavnagar  | 510 974   |
| 7      | Jamnagar   | 447 734   |
| 8      | Anand      | 256 648   |
| 9      | Junagadh   | 225 317   |
| 10     | Nadiad     | 192 799   |

## Política
O estado foi criado em 1 de maio de 1960 a partir dos 17 distritos setentrionais do antigo estado indiano de Bombaim. Em 2006, havia 25 distritos administrativos no Guzerate, resultado da subdivisão dos 17 distritos originais.
O Guzerate é governado por uma Assembleia Legislativa de 182 membros, eleitos pelo voto direto em um dos 182 distritos eleitorais, dos quais 13 são reservados para certas castas e 26, para certas tribos. O mandato parlamentar é de cinco anos. O estado possui um governador nomeado pelo presidente da Índia, mas o governo é exercido por um ministro-chefe que tenha a confiança da Assembleia Legislativa, em geral o líder do partido ou coalizão majoritários.
Após a independência da Índia em 1947, o partido do Congresso Nacional Indiano governou o estado de Bombaim (que incluía os atuais Guzerate e Maarastra) e o novo estado do Guzerate após a criação deste, em 1960, mantendo-se no poder até 1995. Naquele ano, o Partido Popular Indiano (PPI) ganhou as eleições e formou o governo, situação mantida nos pleitos estaduais subsequentes. Nas eleições de 2007, o PPI manteve a maioria da Assembleia Legislativa e reconduziu Narendra Modi ao cargo de ministro-chefe, pela terceira vez seguida.

## Distritos
O estado de Guzerate foi criado em 1960 com 17 distritos do norte do antigo estado de Bombaim: Amedabade, Amreli, Banaskantha, Bharuch, Bhavnagar, Dang, Jamnagar, Junagadh, Kheda, Kachchh, Mehsana, Panchmahal, Rajkot, Sabarkantha, Surrate, Surendragnar e Vadodara (Baroda).
- Em 1964, o distrito de Gandinagar foi criado com partes dos distritos de Amedabade e Mahesana;
- Em 1966, o distrito de Valsad foi criado a partir do distrito de Surat;
- Em 2 de outubro de 1997, o distrito de Anand foi criado a partir do distrito de Kheda, Dahod foi criado a partir de Panchmahal, Narmada foi criado a partir de Bharuch, Navsari foi criado a partir de Valsad e Porbandar foi criado a partir de Junagadh;
- Em 2000, o distrito de Patan foi criado com partes dos distritos de Banaskantha e Mahesana.

|  |

Atualmente, Guzerate compreende 25 distritos:
| Código | Nome          | Capital       | População (2001) | Área (km²) | Densidade (hab/km²) |
| ------ | ------------- | ------------- | ---------------- | ---------- | ------------------- |
| AH     | Amedabade     | Amedabade     | 5 808 378        | 8 707      | 667                 |
| AM     | Amreli        | Amreli        | 1 393 295        | 6 760      | 206                 |
| AN     | Anand         | Anand         | 1 856 712        | 2 942      | 631                 |
| BK     | Banaskantha   | Palanpur      | 2 502 843        | 12 703     | 197                 |
| BR     | Bharuch       | Bharuch       | 1 370 104        | 6 524      | 210                 |
| BV     | Bhavnagar     | Bhavnagar     | 2 469 264        | 11 155     | 221                 |
| DA     | Dahod         | Dahod         | 1 635 374        | 3 642      | 449                 |
| DG     | The Dangs     | Ahwa          | 186 712          | 1 764      | 106                 |
| GA     | Gandinagar    | Gandinagar    | 1 334 731        | 649        | 2 057               |
| JA     | Jamnagar      | Jamnagar      | 1 913 685        | 14 125     | 135                 |
| JU     | Junagadh      | Junagadh      | 2 448 427        | 8 839      | 277                 |
| KA     | Kutch         | Bhuj          | 1 526 321        | 45 652     | 33                  |
| KH     | Kheda         | Kheda         | 2 023 354        | 4 215      | 480                 |
| MA     | Mehsana       | Mehsana       | 1 837 696        | 4 386      | 419                 |
| NR     | Narmada       | Rajpipla      | 514 083          | 2 749      | 187                 |
| NV     | Navsari       | Navsari       | 1 229 250        | 2 211      | 556                 |
| PA     | Patan         | Patan         | 1 181 941        | 5 738      | 206                 |
| PM     | Panchmahal    | Godhra        | 2 024 883        | 5 219      | 388                 |
| PO     | Porbandar     | Porbandar     | 536 854          | 2 294      | 234                 |
| RA     | Rajkot        | Rajkot        | 3 157 676        | 11 203     | 282                 |
| SK     | Sabarkantha   | Himmatnagar   | 2 083 416        | 7 390      | 282                 |
| SN     | Surendranagar | Surendranagar | 1 515 147        | 10 489     | 144                 |
| ST     | Surat         | Surrate       | 4 996 391        | 7 657      | 653                 |
| VD     | Vadodara      | Vadodara      | 3 639 775        | 7 794      | 467                 |
| VL     | Valsad        | Valsad        | 1 410 680        | 3 034      | 465                 |